# Ред Дир
Ред Дир (енгл. Red Deer) је град у канадској провинцији Алберта, смештен у централном делу географске регије Калгари—Едмонтон коридор. Налази се у прелазној зони шумостепе јасике на обалама реке Ред Дир, у благо заталасаном подручју богатом нафтом и погодном за узгој житарица и стоке. 
Основан је као трговачка станица на траси железничке пруге између Едмонтона и Калгарија 1882. године. Насееље је већ 1894. добило службени статус села, а свега 7 година касније постаје варошицом. Град је са развојем железнице нагло почео да се развија, примарно као дистрибутивни центар за пољопривредне производе, а нагли успон креће са статусом службеног града од 1913. године. Током Другог светског рата у граду су се налазили кампови за обуку британске краљевске авијације. 
Године 1948. град се шири и на десну обалу Ред Дира и тако у свој састав укључује и некадашње село Норт Ред Дир. Велики раст који је почео крајем педесетих година прошлог века траје и данас, тако да се град Ред Дир уврштава међу најбрже растуће урбане заједнице у Канади. 
Према подацима пописа становништва из 2011. у граду је живело 90.564 становника или за 8,9% више у односу на стање пописа из 2006. када је регистровано 83.154 житеља са сталним пребивалиштем у граду. Ред Дир је трећи по величини град у Алберти, после Едмонтона и Калгарија. 
Поред енглеског који је матерњи језик за преко 90% становника, главни говорни језици су још и шпански (за 1,7%) и француски (за око 1,6% популације).
У периоду између 2001. и 2006. у град се доселило око 1.800 нових житеља, углавном из Филипина (16%), Колумбије (14%), Индије (8%), али и из САД, Јужне Африке и Енглеске. По броју страних усељеника међу првима је у Канади.
У привредном погледу Ред Дир је данас један од најважнијих центара експлоатације нафте и земног гаса и сродне индустрије, али и важан пољопривредни центар. У граду се налазе и неке од провинцијских институција (попут суда).
На око 11 км југозападно од града налази се и малени аеродром који углавном служи за чартерски и теретни саобраћај. 

## Становништво
| 1996.  | 2001.  | 2006.  | 2011.  | 2016.   |
| ------ | ------ | ------ | ------ | ------- |
| 60.075 | 67.707 | 82.772 | 90.564 | 100.418 |